# Stanisław Suchorabski
Stanisław Suchorabski herbu Ostoja – stolnik kamieniecki w latach 1570–1591, towarzysz obrony potocznej w latach 1548–1566.
Studiował w Ingolstadt w 1564 roku, Dillingen w 1565 roku. Poseł województwa podolskiego na sejm koronacyjny 1574 roku, sejm 1578 roku, sejm 1585 roku.